# Anthracocentrus
Anthracocentrus es un género de escarabajos longicornios de la tribu Acanthophorini.

## Especies
- Anthracocentrus arabicus (Thomson, 1877)
- Anthracocentrus beringei (Kolbe, 1898)
- Anthracocentrus capensis (White, 1853)
- Anthracocentrus modicus (Gahan, 1894)
- Anthracocentrus nigerianus Lackerbeck, 1998
- Anthracocentrus rugiceps (Gahan, 1894)